# جوهان غلاسر
جوهان غلاسر (1629–1675) هو عالم تشريح ولد في بازل في سويسرا.
سمي الشق الغلاسري ‏ (يسمى أيضا بشق غلاسر أو الشق الصدفي الطبلي أو الشق الصخري الطبلي) نسبة إليه.